# Cascina Gobba
Cascina Gobba – stacja metra w Mediolanie, na linii M2, która się tu rozdziela na dwie części. Znajduje się na via Padova, w Mediolanie i zlokalizowana jest pomiędzy stacjami Vimodrone, Cologno Sud a Crescenzago. Została otwarta w 1969.